# 蔡毓榮
蔡毓榮（？—1699年），字仁庵，漢軍正白旗人。遼寧錦州人。清康熙初、中期將領。

## 生平
其父蔡士英，崇德七年（1642年）隨明將祖大壽降清，積官拜漕運總督，毓榮為士英次子。任漢軍八旗都統、湖廣總督，授绥远将军，與趙良棟率先攻佔雲南，平定三藩之亂，升遷為雲貴總督、兵部侍郎。
蔡統兵攻佔雲南時，吳三桂的兩大美妾“八面觀音”、“小觀音”，俱為蔡毓榮收納。因蔡強佔吳三桂妾，私藏未向康熙帝稟報，遭康熙問罪，奪職、追爵、削籍，與子蔡琳貶為黑龍江平民，後赦返，康熙三十八年（1699年）逝。

## 家庭
- 子蔡珽，官兵部尚書、正白旗漢軍都統。
- 女蔡琬，闺阁诗人，著有《藴真轩诗抄》，继配嫁镶黄旗汉军、工部户部尚书高其倬。诗歌载沈德潜《 國朝詩别裁集》卷31。
- 女蔡佳氏，原配嫁宗室诗人塞爾赫（曾祖贝勒穆尔哈齐）。
- 孙蔡永清，苏州府知府。

## 延伸阅读
[在维基数据编辑]
 《清史稿·卷256》，出自趙爾巽《清史稿》